# Stanley Unwin
Sir Stanley Unwin (1885-1968) era um editor britânico, fundador da George Allen and Unwin em 1914. Publicou autores muitas vezes controversos como Bertrand Russell e Mahatma Gandhi.
Viveu alguns anos em Handen Road em Lee, sudeste de Londres.
Em 1936, J.R.R.Tolkien mandou O Hobbit para publicação, e Unwin pagou ao seu filho de dez anos, Rayner, para escrever um relatório sobre o manuscrito. Como esse era favorável ao livro, Unwin publicou o livro, que foi um sucesso.